# Argema
Argema  — род бабочек в семействе павлиноглазок (Saturniidae).

## Описание
Крупные бабочки с размахом крыльев до 14 см. Преимущественно жёлтого цвета. На каждом крыле по одному крупному «глазку» коричневого цвета, с чёрной точкой в центре. Нижние крылья с длинными хвостиками. Усики самцов крупные, перистые. Ротовые органы редуцированы, бабочки не питаются и живут за счёт питательных веществ, накопленных в стадии гусеницы.

## Ареал
Африка, Мадагаскар.

## Виды
Род включает 5 видов:
- Argema besanti (Rebel, 1895)
- Argema fournieri (Darge, 1971)
- Argema kuhnei (Pinhey, 1969) — Конго, Катанга.
- Argema mimosae (Boisduval, 1847) — Южная Африка.
- Argema mittrei (Guerin-Meneville 1847) — эндемик Мадагаскара.